# Kanton La Rochefoucauld
La Rochefoucauld is een voormalig kanton van het Franse departement Charente. Het kanton maakte deel uit van het arrondissement Angoulême. Het werd opgeheven bij decreet van 20 februari 2014, met uitwerking op 22 maart 2015.

## Gemeenten
Het kanton La Rochefoucauld omvatte de volgende gemeenten:
- Agris
- Brie
- Bunzac
- Chazelles
- Coulgens
- Jauldes
- Marillac-le-Franc
- Pranzac
- Rancogne
- Rivières
- La Rochefoucauld (hoofdplaats)
- La Rochette
- Saint-Projet-Saint-Constant
- Taponnat-Fleurignac
- Vilhonneur
- Yvrac-et-Malleyrand